# Wormaldia occipitalis
Wormaldia occipitalis är en nattsländeart som först beskrevs av Francois Jules Pictet de la Rive 1834.  Wormaldia occipitalis ingår i släktet Wormaldia och familjen stengömmenattsländor. Enligt den svenska rödlistan är arten sårbar i Sverige. Arten förekommer i Götaland. Artens livsmiljö är sjöar och vattendrag, våtmarker.

## Underarter
Arten delas in i följande underarter:
- W. o. bosniaca
- W. o. hellenica
- W. o. morettii
- W. o. trifida
- W. o. vaillantorum